# Chicago White Sox

Cap Logo

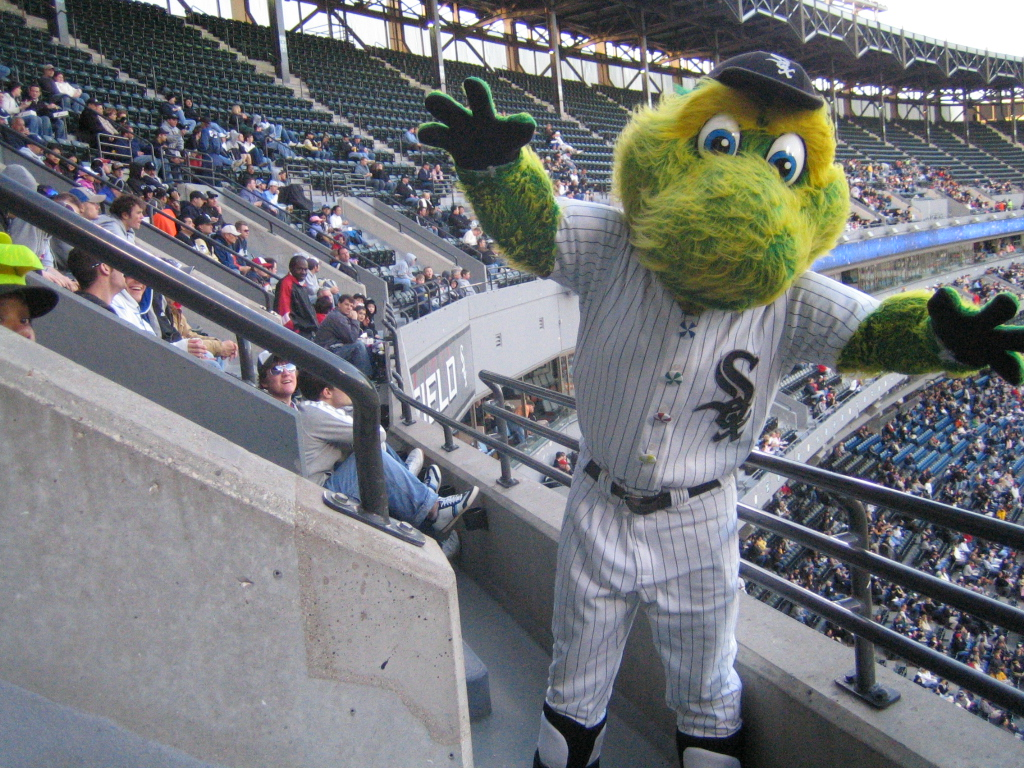
Mascotte Southpaw

Chicago White Sox is een Amerikaanse honkbalclub uit Chicago, Illinois. De White Sox spelen hun wedstrijden in de Central Division van de American League, een competitie die onderdeel uitmaakt van het Major League Baseball seizoen. De club speelt de thuiswedstrijden in het Guaranteed Rate Field. De club heeft driemaal de World Series gewonnen, namelijk in 1906, 1917 en 2005. De tenuekleuren zijn zwart, zilver en wit en de mascotte is Southpaw.

## Ontstaan en historie
Voorlopers van de White Sox waren de Sioux City Cornhuskers die in 1894 werden opgericht in Sioux City (Iowa) in de kleine en niet geprofessionaliseerde Western League. In 1895 verhuisde deze club naar St. Paul (Minnesota) als de St. Paul Saints en vervolgens in 1900 naar Chicago als de Chicago White Stockings.
Chicago White Sox werd in 1900 opgericht door Charles Comiskey, een voormalig honkballer en puissant rijk zakenman. Tot en met 1903 heette de club officieel de Chicago White Stockings, maar nadat sportjournalisten van de Chicago Tribune de naam begonnen af te korten naar White Sox, besloot de club in 1904 deze naam aan te nemen.
De White Sox zijn de eerste sportvereniging ter wereld die namen van spelers op de shirts liet naaien. Dit gebeurde in 1960. De club komt sinds 1994 uit in de Central Division van de American League, na van 1969 tot 1993 in de American League West te hebben gespeeld. De White Sox is een van de twee honkbalverenigingen uit Chicago die uitkomen in de Major League. Chicago Cubs uit de National League is de tweede.
Door vele verhuizingen en naamswijzigingen zijn er nog slechts zeven honkbalclubs die vanaf het allereerste begin van de Major League Baseball dezelfde plaats en naam dragen: Pittsburgh Pirates, Philadelphia Phillies, St. Louis Cardinals, Detroit Tigers, Cincinnati Reds, de Oakland Athletics en Chicago White Sox. Deze clubs behoren tot het cultureel erfgoed van de Amerikaanse sportwereld.

### Clubsuccessen
In de ruim 100 jaar dat de club bestaat, beleefde de vereniging vele successen. Vooral in de eerste twintig jaar dat de Major League bestond was de ploeg van Comiskey een gevreesd tegenstander. De Chicago White Stockings werden kampioen van de Western League (de voorloper van de American League) in 1900 en in 1901 kampioen van de American League. Nadat in 1904 de naam van de club was gewijzigd in White Sox werd men ook American League kampioen in 1906, 1917 en 1919. Na het Black Sox-schandaal leek er echter een vloek op de ploeg te rusten, want het duurde tot 1959 voor de ploeg weer gekroond werd tot kampioen van de American League. De daar weer op volgende titel werd pas in 2005 behaald.
In 1983, 1993, 2000 en 2008 haalde de ploeg de play-offs door kampioen van hun divisie te worden. De club werd echter alle keren voortijdig uitgeschakeld.
In 1906 en 1917 werden de World Series gewonnen, waarna het 88 jaar duurde voordat de club zich opnieuw de allerbeste honkbalploeg van de wereld mocht noemen. In 2005 versloegen de White Sox hun tegenstanders, National League kampioen Houston Astros, in de 'Best-of-7' finalereeks met 4-0, na eerder de Boston Red Sox en de Los Angeles Angels of Anaheim te hebben uitgeschakeld.

### Individuele successen

#### Prijzen
Door de jaren heen hebben verschillende White Sox-spelers prijzen gewonnen voor hun goede spel.
Vanaf 1911 wordt aan het eind van het honkbalseizoen een MVP Award (Most Valuable Player) uitgereikt aan de meest waardevolle speler van de afgelopen competitie. Namens de White Sox werd deze prijs gewonnen door Nellie Fox (1959), Dick Allen (1972) en Frank Thomas (1993 en 1994).
De Cy Young Award wordt sinds 1956 uitgereikt aan de beste werper. White Sox-werpers Early Winn (1959), La Marr Hoyt (1983) en Jack McDowell (1993) wonnen de prestigieuze prijs.
De prijs voor beste eerstejaars speler (Rookie of the Year) bestaat sinds 1949. Voor de White Sox wonnen Luis Aparicio (1956), Gary Peters (1963), Tommy Agee (1966), Ron Kittle (1983) en Ozzie Guillen (1985) de prijs voor beste rookie.

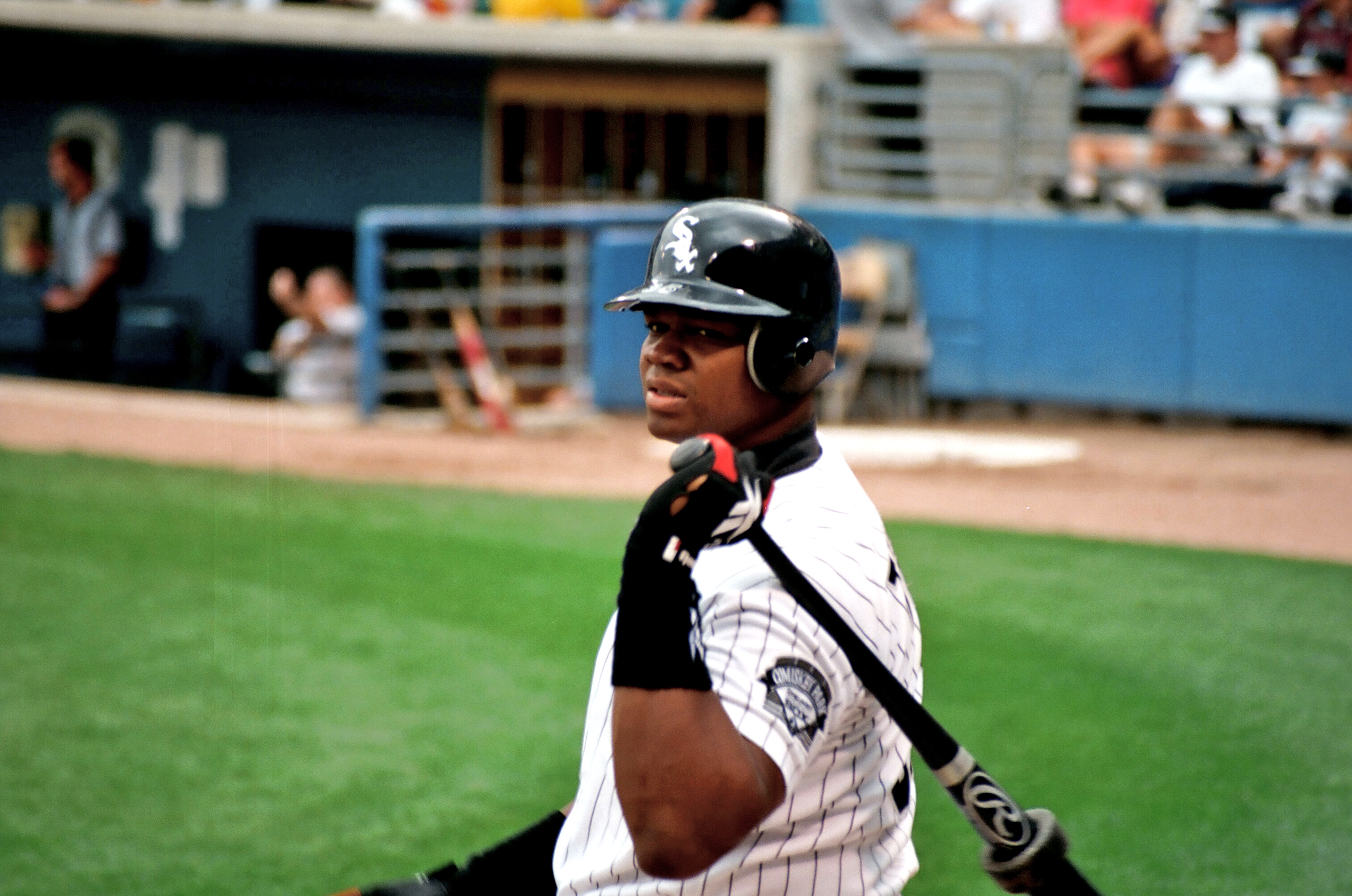
White Sox Hall of Famer Frank Thomas

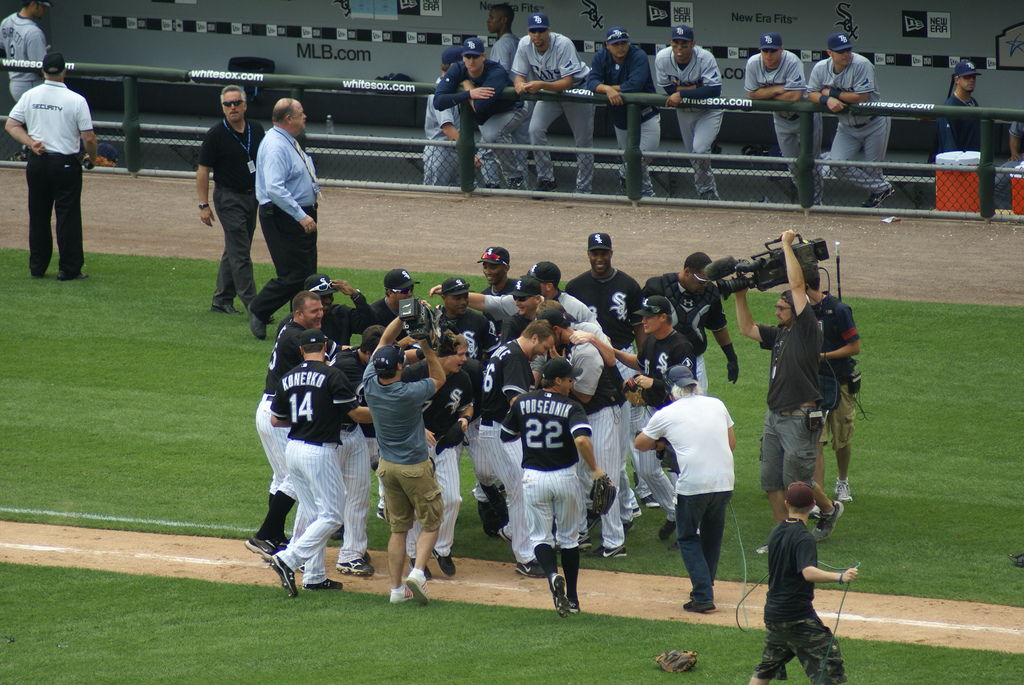
White Sox vieren Mark Buehrles 'perfect game'

Na afloop van de World Series wordt een aparte MVP uitgeroepen. Na de overwinning van de White Sox in 2005 werd outfielder Jermaine Dye gekroond tot meest waardevolle speler van de finaleronde.
In 2014 werd White Sox-legende Frank Thomas door de Baseball Writers Association of America (BWAA) de Hall of Fame in gestemd. Samen met Atlanta Braves pitchers Greg Maddux en Tom Glavine ziet Thomas zich vanaf mei 2014 vereeuwigd tussen alle andere legendarische honkballers die in Cooperstown, New York tot het elitegezelschap van de Hall of Fame zijn verkozen.

#### Historische wedstrijdprestaties
Sinds de invoering van honkbal in 1876 zijn er spelers geweest die in een willekeurige wedstrijd tot ongekende hoogte stegen en een prestatie van formaat neerzetten. Ook White Sox-spelers hebben deze hoogten bereikt.
In 1902 gooide Nixey Callahan de eerste no-hitter (als pitcher geen honkslagen tegen krijgen in een complete wedstrijd) in de geschiedenis van de Chicago White Sox. Dit werd hem nagedaan door Frank Smith (1905 en 1908), Ed Walsh (1911), Joe Benz (1914), Eddie Cicotte (1917), Charlie Robertson (1922), Ted Lyons (1926), Vern Kennedy (1935), Bill Dietrich (1937), Bob Keegan (1957), Joe Horlen (1967), Joe Cowley (1986), Wilson Alvarez (1991), Mark Buehrle (2007 en 2009) en Philip Humber (2012).
Nog zeldzamer dan een no-hitter is de perfect game (een wedstrijd waarin de werper geen honkslagen tegen krijgt, geen vier wijd gooit, kortom: geen enkele honkloper op het honk toestaat. Hij is dan met recht 'perfect').
Sinds de invoering van de Major League in 1880, zijn er slechts 23 perfect games gegooid. Drie White Sox-werpers hebben dit historische feit bereikt: Charlie Robertson in 1922, Mark Buehrle in juli 2009 en Philip Humber in april 2012. Mark Buehrle werd met zijn perfect game een van slechts zes werpers in de geschiedenis van het Amerikaanse honkbal die in hun carrière zowel een no-hitter, als een perfect game hebben gegooid.

### Dieptepunt: Black Sox-schandaal
In 1917 was er geen betere honkbalploeg in Amerika te vinden dan de Chicago White Sox. De ploeg won 100 van de 154 wedstrijden competitiewedstrijden en er werd vrij eenvoudig een World Series binnengehaald. Niets leek de ploeg in de weg te staan om de jaren erop de tegenstand weg te blijven vagen.
In 1919 (het seizoen van 1918 verviel vanwege de Eerste Wereldoorlog) stevende het team, met grootheden als Eddie Cicotte, Claude 'Lefty' Williams, Chick Gandil, Eddie Collins, Ray Schalk en superster 'Shoeless' Joe Jackson, regelrecht op prolongatie van de titel af. De band van de spelers met eigenaar Charles Comiskey was echter verre van ideaal. De honkballers voelden zich ondergewaardeerd door de gierige eigenaar die niet vies was van het bezuinigen op zijn spelers.

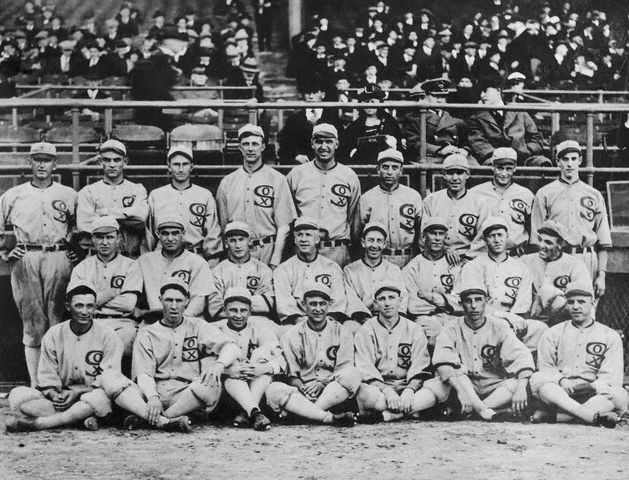
Het White Sox-team uit 1919, beter bekend als de Black Sox

In een poging extra geld te verdienen en Comiskey dwars te zitten, besloot een groepje spelers, bestaande uit pitchers Cicotte en Williams, outfielder Oscar 'Happy' Felsch en kortestop Charles 'Swede' Risberg, onder leiding van Gandil de finalewedstrijden te verkopen, door met opzet (en tegen een aanzienlijke vergoeding van gangster Arnold Rothstein) te verliezen. Deze onverwachte verliespartij zou Rothstein een kapitaal opleveren in de gokwereld, aangezien hij van tevoren al zijn geld op de tegenstanders van de White Sox, de Cincinnati Reds, zou zetten. Het plan vond voldoende interesse bij de spelers om tot uitvoer gebracht te worden. De groep werd gecompleteerd door infielder Fred McMullin en superster 'Shoeless' Joe Jackson, hoewel van die laatste nooit bewezen is dat hij betrokken was bij de omkoping. Zijn speelniveau tijdens de finale was ongekend hoog, zeker voor iemand die opzettelijk aan het verliezen zou zijn.
Naarmate de finaleserie vorderde, bleken de criminele gokkers ineens geen geld meer te hebben om de omgekochte spelers hun deel te betalen. De spelers, woedend als ze waren, trapten meteen het gas in en leken in een enorme inhaalslag alsnog het kampioenschap binnen te halen. Gangsterbaas Rothstein had echter nog wat ijzers in het vuur en liet de spelers bedreigen. "Verlies de finale, of anders ...". Uit angst voor zichzelf en hun familie, gaven de spelers toe.
De White Sox verloren de finale van de Cincinnati Reds en al snel werd duidelijk dat er iets aan de hand was geweest. In 1920 werd een groots onderzoek gelanceerd, waarna Jackson en Cicotte (al dan niet onder druk of uit onwetendheid wat er aan de hand was) bekenden. Het balletje ging rollen en de acht samenzweerders, door de pers al omgedoopt tot de 'Black Sox', moesten voor de rechter verschijnen.
Hoewel de betrokken spelers werden vrijgesproken, besloot de net aangestelde Major League voorzitter Kenesaw Mountain Landis tot de ergst denkbare straf in de sportwereld: levenslange schorsingen voor de acht 'bedriegers', onschuld bewezen of niet. Hiermee kwam een einde aan de carrière van sterren 'Shoeless' Joe Jackson en Eddie Cicotte, twee spelers die gegarandeerd in de Hall of Fame terecht zouden zijn gekomen als ze door hadden mogen spelen.
Onthoofd en beroofd van al hun talent stortten de White Sox in een diep gat, waar pas in 1936 langzaam uitgekropen werd.
Over het Black Sox-schandaal zijn vele artikelen, verhalen, boeken en zelfs films verschenen, waaronder 'Eight Men Out' (met onder andere Charlie Sheen en John Cusack), een gedramatiseerde vertelling van de zaak die Amerika in 1919, 1920 en 1921 in zijn greep hield. In 'Field of Dreams' (met Kevin Costner en Ray Liotta) maakt een aantal geschorste White Sox-spelers, waaronder 'Shoeless' Joe, de opwachting.

## Stadions

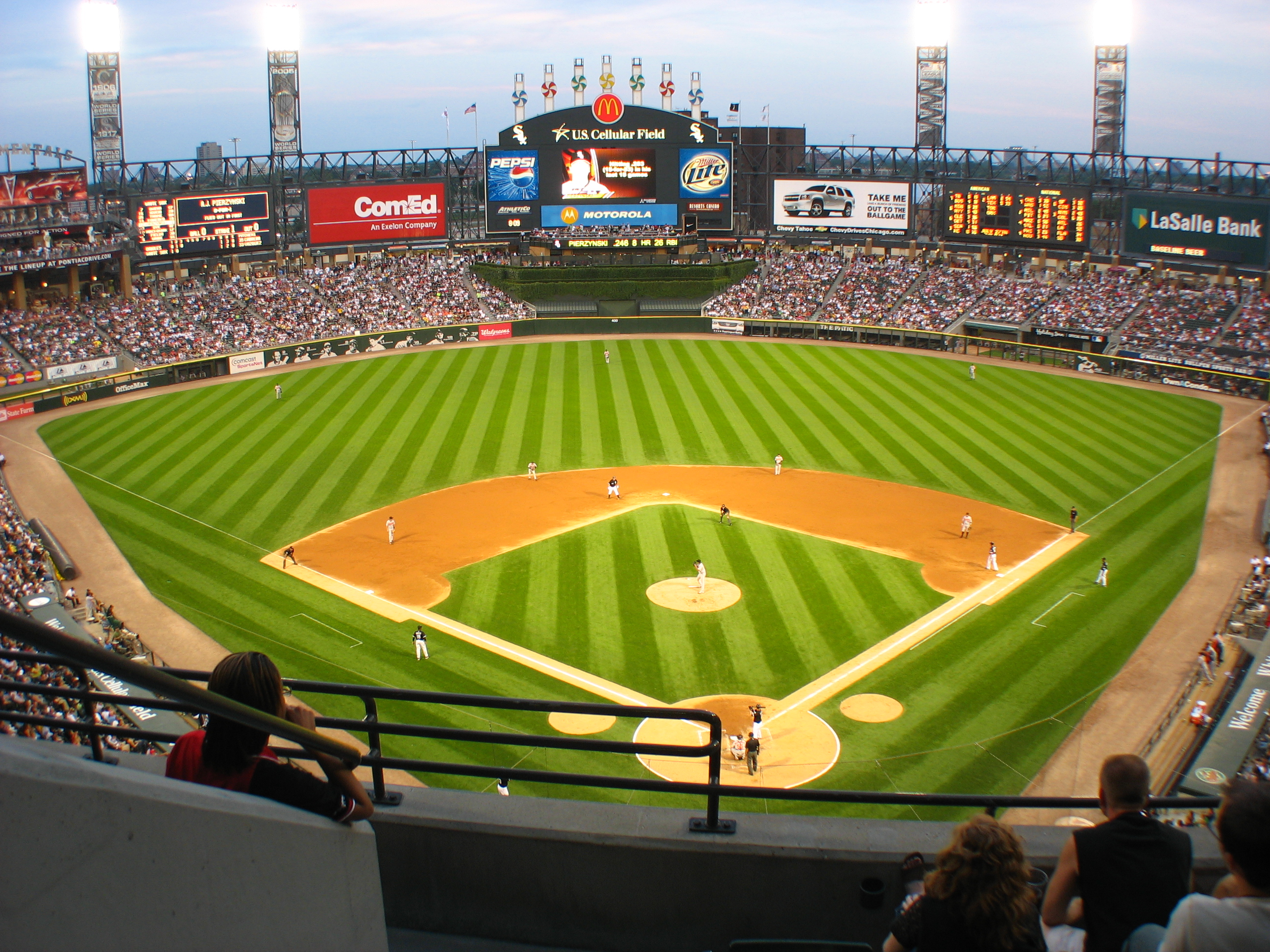
Guaranteed Rate Field, stadion van de Chicago White Sox

Tot 1910 speelde de club zijn wedstrijden in South Side Park (verwijzend naar het gedeelte van de stad waar de club vandaan komt: het zuiden), waarna het historische Comiskey Park werd betrokken. Dit stadion fungeerde tot 1990 als thuisbasis van de White Sox. In 1989 begon men met de bouw van een nieuw stadion. Totale kosten: $167 miljoen dollar. In de relatief korte periode van twee jaar, werd een gloednieuw honkbalstadion gebouwd, direct naast het oude. In 1991 opende het nieuwe stadion zijn deuren en werd New Comiskey Park, zoals het stadion ging heten, in gebruik genomen.Het gigantische bouwwerk bood plaats aan 44.321 mensen. In 2001 werd deze capaciteit verhoogd naar 45.963 en in 2003 naar 47.098, maar dit bleek een foute keuze. Het publiek bleef weg uit de betonnen bak die voor stadion moest doorgaan en de spelers zagen dagelijks meer lege dan bezette stoelen.
White Sox-eigenaar Jerry Reinsdorf (tevens eigenaar van basketbalclub Chicago Bulls) besloot in 2004 een metamorfoseproces in gang te zetten. De toeschouwerscapaciteit werd met ruim 7.000 plaatsen verminderd tot 40.615 en de vrijgemaakte ruimte werd besteed aan winkeltjes, kinderspeelplaatsen, kleine honkbalveldjes en cafés. Tussen 2001 en 2006 gaf Reinsdorf $118 miljoen uit aan renovaties en verbouwingen.
In 2003, halverwege het verbouwingsproces, werd de naam van het stadion veranderd in U.S. Cellular Field. Telecombedrijf U.S. Cellular sloot een sponsordeal voor 23 jaar met de club, iets wat Reinsdorf niet verkeerd uitkwam, aangezien de rekening voor de verbouwing enorm begon te worden. De overeenkomst leverde de White Sox $68 miljoen op, verspreid over twintig jaar. Nadat U.S. Cellular zich in 2013 van de telecommarkt in Chicago terugtrok bleef de naam ongewijzigd. Op 31 oktober 2016 werden de naamrechten van het stadion (voor dertien jaar) aangekocht door hypotheekverstrekker Guaranteed Rate, waarna de naam Guaranteed Rate Field werd aangenomen.
De Spring Training wordt gehouden in Camelback Ranch, Glendale, Arizona.

## Clublied
Het clublied is Let's Go, Go-Go White Sox van Captain Stubby and the Buccaneers en dateert van 1959.

## Bekenden van de club

### Ken Harrelson
White Sox-televisiecommentator - en voormalig General Manager van de club - Ken 'Hawk' Harrelson, claimt de eerste honkballer te zijn geweest die gebruik maakte van de tegenwoordig tot standaarduitrusting behorende 'slaghandschoenen'. Volgens 'Hawk' had hij de hele dag golf gespeeld en moest hij toen ineens honkballen voor de Kansas City Royals. Doordat hij blaren op zijn handen had van het golfen, besloot hij zijn golfhandschoenen aan te houden tijdens het slaan bij het honkballen.
Dezelfde Ken Harrelson heeft in zijn functie als commentator voor de White Sox vele 'catchphrases' de wereld ingeholpen, die in de Amerikaanse honkbalwereld zeer bekend zijn. Zo zegt hij, als een speler van de tegenstander drie slag krijgt, 'He gone!', 'Grab some bench' en, als de drie slag met een fastball tot stand komt, 'Gasssss'. Bij een homerun van de White Sox schreeuwt hij: 'You can put it on the board, YES!', meestal voorafgegaan door: 'Stretch! He looks up …'

### Joe Jackson
'Shoeless' Joe Jackson verkreeg zijn bijnaam toen hij, tijdens een Minor League wedstrijd, zijn nieuwe honkbalschoenen uittrok vanwege een aantal blaren en op zijn blote voeten verder speelde.

### Politici
Barack Obama, voormalig president van de Verenigde Staten, is een fanatiek White Sox-fan en wordt regelmatig gezien met een White Sox-pet op. De voormalig burgemeester van Chicago, Richard M. Daley, is ook overtuigd White Sox-fan, net als zijn vader, Richard J. Daley, die in zijn functie als burgemeester van Chicago in 1959 het luchtalarm af liet gaan toen de White Sox kampioen waren geworden van de American League. Dit deed veel stof opwaaien, aangezien de Koude Oorlog in volle gang was en veel mensen dachten dat er een oorlog begon.

### Paus
Robert Prevost, sinds mei 2025 bekend als Paus Leo XIV, is fan van de White Sox. De paus is geboren in Chicago, maar opgegroeid in Peru.

## Rivalen
De rivalen van de club zijn de Detroit Tigers, Chicago Cubs, Minnesota Twins en Cleveland Indians.

## Erelijst
Er zijn 27 spelers die voor de White Sox hebben gespeeld opgenomen in de Hall of Fame.
In 1894 als Sioux City Cornhuskers, van 1895 t/m 1899 als St. Paul Saints, van 1900 t/m 1903 als Chicago White Stockings, en van 1904 t/m heden als de Chicago White Sox.
- Winnaar World Series (3×): 1906, 1917, 2005
- Runners-up World Series (2×): 1919, 1959
- Winnaar Western League (van 1885 tot en met 1900 was dit de voorloper van de huidige American League) (2×): 1894, 1900
- Winnaar American League (6×): 1901, 1906, 1917, 1919, 1959, 2005
- Winnaar American League Central (4×): 2000, 2005, 2008, 2021
- Winnaar American League West (2×): 1983, 1993
- American League Wild Card Series (2020 en sinds 2022) (1×): 2020

## Media
In honkbalfilms zijn de White Sox regelmatig terug te vinden als hardnekkige tegenstanders. In 'Angels In The Outfield', 'Major League 1' en 'Major League 2' zijn de White Sox de 'bad guys', die uiteindelijk toch het onderspit delven tegen de underdog tegenstander (respectievelijk California Angels en tweemaal de Cleveland Indians).